# Il teschio maledetto
Il teschio maledetto (The Skull) è un film del 1965 diretto da Freddie Francis.
Il soggetto è basato sul racconto The Skull of the Marquis de Sade di Robert Bloch.

## Trama
Il collezionista e studioso di magia, Christopher Maitland, grazie al venditore di oggetti misteriosi, Marco, riesce ad entrare in possesso prima del libro e poi, a seguito della morte di Marco, del teschio del marchese de Sade. Maitland, nonostante i consigli della moglie Jane, cade vittima dell’influsso malefico del teschio, che lo condurrà al tragico destino della morte.